# Bourth
Bourth es una localidad y comuna francesa situada en la región de Alta Normandía, departamento de Eure, en el distrito de Évreux y cantón de Verneuil-sur-Avre.

## Demografía
| 1640 | 1823 | 1718 | 1570 | 1946 | 2035 | 1918 | 1953 | 1846 | 1808 | 1837 | 1535 | 1567 | 1528 | 1590 | 1373 | 1218 | 1151 | 1153 | 1172 | 1071 | 1080 | 1023 | 1040 | 1033 | 1096 | 1084 | 1070 | 1074 | 1013 | 1064 | 1124 | 1201 |
| Para los censos de 1962 a 1999 la población legal corresponde a la población sin duplicidades (Fuente: INSEE [Consultar]) |      |      |      |      |      |      |      |      |      |      |      |      |      |      |      |      |      |      |      |      |      |      |      |      |      |      |      |      |      |      |      |      |

## Historia
Hacia 1910, Bourth tenía fundiciones de hierro y estación de ferrocarril.

## Administración

### Alcaldes
- de marzo de 1989 a marzo de 2001: Michel Chapelot
- de marzo de 2001 a marzo de 2008: Michel Lesueur
- desde marzo de 2008: Jean-Pierre Charpentie

### Entidades intercomunales
Bourth está integrada en la Communauté de communes du pays de Verneuil-sur-Avre. Además forma parte de diversos sindicatos intercomunales para la prestación de diversos servicios públicos:
- S.A.E.P de Bourth Chaise-Dieu : toma tratamiento y distribución de agua.
- Syndicat de l'électricité et du gaz de l'Eure (SIEGE): suministro de gas y energía eléctrica.
- Syndicat d'assainissement du pays d'Ouche: agua y saneamiento .
- Syndicat de la Haute Vallée de l'Iton: agua y saneamiento .

### Riesgos
La prefectura del departamento de Eure incluye la comuna en la previsión de riesgos mayores por:
- Presencia de cavidades subterráneas.
- Riesgos derivados del transporte de mercancías peligrosas.
- Riesgos derivados de actividades industriales.
- Riesgo de inundación por los desbordamientos del Iton.

## Economía
El mayor empleador de la comuna (108 empleados en 2006) es SAS SCOTTS FRANCE, dedicada a la fabricación y venta de productos de mantenimiento y pintura.

## Lugares y monumentos
- Iglesia de Saint-Just: iglesia no clasificada de la que lo esencial es del siglo XVI, ampliada en el siglo XIX. Un conjunto de 24 sillas del coro (con misericordias esculpidas) y varias estatuas fueron clasificadas en 1907.
- El becquet (presa derivadora) en el río Iton y sus obras anexas están inscritos el inventario de monumentos históricos.

## Hermanamientos
- Kronstorf ( Austria) desde 1972.